# Горянка (река)
Горянка — река на острове Сахалин. Длина реки — 32 км. Площадь водосборного бассейна — 210 км².
Начинается под названием Чарыш на западном склоне горы Чарыш, входящей в состав Восточн-Лисянского хребта. Течёт сначала на север, потом на северо-восток, огибая гору Заповедную. У подножия горы Надпорожной сливается с Сосенкой и меняет название на «Горянка». Отсюда течёт на юго-восток. Впадает в залив Терпения. Протекает по территории Поронайского городского округа Сахалинской области.
Ширина реки у населённого пункта Восток — 15 метров, глубина — 0,5 метра, скорость течения 0,5 м/с.
Основные притоки — Чулымка, Мана, Ракитка (правые), Памяти, Сосновка, Горький, Галик (левые).

## Данные водного реестра
По данным государственного водного реестра России относится к Амурскому бассейновому округу.
Код объекта в государственном водном реестре — 20050000212118300004928.